# 巣鴨郵便局
巣鴨郵便局（すがもゆうびんきょく）は東京都豊島区にある郵便局。民営化前の分類では無集配普通郵便局であった。

## 概要
住所：〒170-0002 東京都豊島区巣鴨4-26-1

### 併設施設
- 日本郵便 東京検査室[1]
- かんぽ生命保険巣鴨支店 - 同社の直営店のみを併設しゆうちょ銀行の直営店を併設していない、数少ない無集配郵便局の一つである。その後、2015年（平成27年）4月6日にかんぽ生命保険新宿支店（同日、東京新都心法人支店・東京新都心支店に移転改称）に統合された。

## 沿革
- 1960年（昭和35年）8月1日 - 豊島区巣鴨三丁目に豊島郵便局巣鴨分室を設置[2]。
- 1983年（昭和58年）4月18日 - 豊島郵便局巣鴨分室の廃止に伴い、跡地を利用して巣鴨郵便局として開局。
- 1984年（昭和59年）4月18日 - 風景入通信日付印の使用を開始。
- 2000年（平成12年）8月14日 - 外国通貨の両替および旅行小切手の売買に関する業務の取扱を開始。
- 2007年（平成19年）10月1日 - 民営化に伴い、併設されたかんぽ生命保険巣鴨支店に一部業務を移管。
- 2015年（平成27年）4月6日 - かんぽ生命保険巣鴨支店をかんぽ生命保険新宿支店（同日、東京新都心法人支店・東京新都心支店に移転改称）に統合[3]。

## 取扱内容

### 巣鴨郵便局
- 郵便、印紙、ゆうパック、内容証明
- 貯金、為替、振替、振込、国際送金、国債、投資信託
- 生命保険、バイク自賠責保険
- ゆうちょ銀行ATM

## 周辺
- 東京都中央卸売市場豊島市場
- 高岩寺（とげぬき地蔵）
- 東京都立大塚ろう学校
- 東京都立文京高等学校
- 国道17号（白山通り）

## アクセス
- JR山手線、都営三田線 巣鴨駅から徒歩約10分
- 都電荒川線 庚申塚停留所から徒歩約10分
- 都営バス 巣鴨四丁目停留所下車
- 首都高中央環状線 新板橋出口から南東へ、もしくは同池袋線 東池袋出入口から北東へそれぞれ約2km
- 駐車場あり：3台